# Hyla sanchiangensis
Hyla sanchiangensis là một loài ếch thuộc họ Nhái bén.
Đây là loài đặc hữu của Trung Quốc.
Môi trường sống tự nhiên của chúng là rừng ôn đới, rừng ẩm vùng đất thấp nhiệt đới hoặc cận nhiệt đới, vùng núi ẩm nhiệt đới hoặc cận nhiệt đới, đầm nước ngọt, đầm nước ngọt có nước theo mùa, và đất có tưới tiêu.
Chúng hiện đang bị đe dọa vì mất môi trường sống.